# Ad-Duwajm
Ad-Duwajm (arab. الدويم) – miasto w Sudanie; nad Nilem Białym w wilajecie Nil Biały; 93 tys. mieszkańców (2006). Przemysł spożywczy, włókienniczy.